# WASP-161
Désignations
WASP-161, aussi appelée Tislit, est une étoile jaune-blanc de la séquence principale,  de type spectral F6 et de magnitude apparente 11,09. Avec une parallaxe de 2.8864 miliarcsecondes mesurée par le satellite Gaia, l'étoile est située à environ 1 130 années-lumière (346 pc) du Soleil en direction de la constellation de la Poupe. Une exoplanète de type "Jupiter chaud" fut découverte par la méthode du transit en orbite autour d'elle, appelée WASP-161 b.

## Nom
Dans le cadre du programme IAU100 Name ExoWorlds Project, organisé pour célébrer le centenaire de l'Union astronomique internationale, le Maroc s'est vu attribuer la tâche de renommer WASP-161 et WASP-161 b. L'exoplanète est en effet la première à être découverte par une équipe d'astrophysiciens marocains, à la tête de laquelle se trouve Khalid Barkaoui, doctorant à l'Université Cadi Ayyad. Au terme d'un vote, les noms retenus sont Isli et Tislit. Ces deux noms font référence à une légende amazighe du Moyen-Atlas selon laquelle l'amour contrarié de deux jeunes issus de deux tribus rivales donna naissance aux lacs Isli et Tislit, dans la région d'Imilchil.